# Jean Pierre Bauduin
Jean Pierre Bauduin (ca. 1952) is een Belgisch voormalig badmintonner.

## Levensloop
Bauduin was aangesloten bij CSB Ixelles. Hij werd in totaal tienmaal Belgisch kampioen, waarvan viermaal in het enkelspel (1978-1981). In de 'heren dubbel' behaalde hij driemaal de Belgische titel aan de zijde van John Jaury (1979-1981) en telkens eenmaal samen met Benny Tan (1977), José Isasi (1978) en Christian Bene (1983).